# Lưu Chương (Thành Dương vương)
Lưu Chương (chữ Hán: 劉章; ?-177 TCN), tức Thành Dương Cảnh vương (城陽景王), là con trai thứ hai của Tề Điệu Huệ vương Lưu Phì, đồng thời là cháu nội Hán Cao Tổ Lưu Bang của nhà Hán và cũng là vị vua của nước Thành Dương, chư hầu của nhà Hán trong lịch sử Trung Quốc.

## Thân thế
Lưu Chương sinh vào khoảng trên dưới năm 200 TCN. Ông là con trai thứ hai của Tề vương Lưu Phì, con trai trưởng của Hán Cao Tổ Lưu Bang.

## Sự nghiệp
Năm 186 TCN, Lưu Chương làm túc vệ ở nhà Hán và được Lã Hậu phong làm Chu Hư hầu (朱虛侯), lấy em gái của Lã Lộc làm vợ. Bốn năm sau, 182 TCN, em trai của ông là Lưu Hưng Cư (劉興居) cũng được phong làm Đông Mưu hầu (東牟侯).
Trong một lần tiệc rượu do Lã Hậu, ông xin làm giám tửu, đồng thời được sử dụng quân luật trong bữa tiệc này. Trong tiệc rượu, có người họ Lã quá say, bỏ ra ngoài. Lưu Chương liền xông tới giết chết rồi đi vào. Lã Hậu tuy rất tức giận nhưng không thể làm gì được vì đã đồng ý cho ông sử dụng quân luật.
Năm 180 TCN, sau khi Lã Hậu mất, Lã Lộc và Lã Sản hợp binh muốn làm loạn. Ông sai người đến đất Tề, yêu cầu Tề vương Lưu Tương xuất binh đánh họ Lã, ông và Đông Mưu hầu sẽ làm nội ứng, sau khi diệt họ Lã sẽ lập Tề vương làm thiên tử. Sau đó tại Quan Trung, Lưu Chương cùng các tướng Trần Bình, Chu Bột dùng kế giết hết thân tộc họ Lã. Sau sự kiện binh biến này, Hán Văn Đế Lưu Hằng đã phong cho ông làm Thành Dương vương.
Năm 177 TCN, Lưu Chương qua đời, được truy phong là Thành Dương Cảnh vương. Con ông là Lưu Hỉ nên nối ngôi, tức Thành Dương Cung vương.

## Gia đình
- Thân phụ: Tề Điệu Huệ vương Lưu Phì [劉肥].
- Anh em:

1. Tề Ai vương Lưu Tương [齊哀王劉襄].
2. Tế Bắc vương Lưu Hưng Cư [濟北王劉興居].
3. Quản Cung hầu Lưu Bãi Quân [管恭侯劉罷軍].
4. Qua Khiêu hầu Lưu Trữ Quốc [瓜丘侯劉寧國].
5. Doanh Bình hầu Lưu Tín Đô [營平侯劉信都].
6. Dương Khâu Cung hầu Lưu An [楊丘共侯劉安].
7. Tề Hiếu vương Lưu Tương Lư [齊孝王劉將閭].
8. Tế Nam vương Lưu Tích Quang [濟南王劉辟光].
9. Tế Bắc vương Lưu Chí [濟北王劉志].
10. Giao Tây vương Lưu Ngang [膠西王劉卬].
11. Truy Xuyên vương Lưu Hiền [葘川王劉賢].
12. Giao Đông vương Lưu Hùng Cừ [膠東王劉雄渠].

- Vợ: Lã thị (呂氏).
- Con cái:

1. Thành Dương Cung vương Lưu Hỉ (城陽恭王劉喜).